# Andrew Lackner
 (juillet 2025).
Andrew Lackner (né le 16 mai 1983 à Elmira, dans la province de l'Ontario au Canada) est un joueur professionnel canadien de hockey sur glace.

## Carrière de joueur
Après quatre saisons complètes avec les Purple Eagles de l'Université Niagara de la NCAA, il commença sa carrière professionnelle dans la United Hockey League. Cette saison fut marquée par de nombreux changements d'équipe pour Lackner, il débuta avec le Prairie Thunder de Bloomington et terminant avec les Komets de Fort Wayne, sans oublier le passage entre ces deux clubs avec les Hounds de Chicago. Il a signé un contrat pour s'aligner avec les Oilers de Tulsa pour la saison 2007-2008.
Il déménagea encore une fois pour la saison 2008-2009, s'alignant avec les RiverKings du Mississippi. Il aida son club à atteindre les séries éliminatoires sans toutefois remporter le titre de la ligue.

## Statistiques de carrière
| Saison    | Équipe                                | Ligue |    | Saison régulière | Saison régulière | Saison régulière | Saison régulière | Saison régulière |   | Séries éliminatoires | Séries éliminatoires | Séries éliminatoires | Séries éliminatoires | Séries éliminatoires |
| Saison    | Équipe                                | Ligue | PJ | B                | A                | Pts              | Pun              | PJ               | B | A                    | Pts                  | Pun                  |                      |                      |
| 2002-2003 | Purple Eagles de l'Université Niagara | NCAA  | 37 | 2                | 4                | 6                | 24               | -                | - | -                    | -                    | -                    |                      |                      |
| 2003-2004 | Purple Eagles de l'Université Niagara | NCAA  | 38 | 2                | 13               | 15               | 8                | -                | - | -                    | -                    | -                    |                      |                      |
| 2004-2005 | Purple Eagles de l'Université Niagara | NCAA  | 34 | 2                | 10               | 12               | 18               | -                | - | -                    | -                    | -                    |                      |                      |
| 2005-2006 | Purple Eagles de l'Université Niagara | NCAA  | 36 | 0                | 7                | 7                | 37               | -                | - | -                    | -                    | -                    |                      |                      |
| 2006-2007 | Prairie Thunder de Bloomington        | UHL   | 40 | 3                | 5                | 8                | 26               | -                | - | -                    | -                    | -                    |                      |                      |
| 2006-2007 | Hounds de Chicago                     | UHL   | 13 | 0                | 9                | 9                | 0                | -                | - | -                    | -                    | -                    |                      |                      |
| 2006-2007 | Komets de Fort Wayne                  | UHL   | 17 | 2                | 7                | 9                | 6                | 9                | 0 | 1                    | 1                    | 0                    |                      |                      |
| 2007-2008 | Oilers de Tulsa                       | LCH   | 64 | 3                | 10               | 13               | 41               | -                | - | -                    | -                    | -                    |                      |                      |
| 2008-2009 | RiverKings du Mississippi             | LCH   | 57 | 7                | 15               | 22               | 45               | 12               | 4 | 5                    | 9                    | 6                    |                      |                      |
| 2009-2010 | RiverKings du Mississippi             | LCH   | 55 | 3                | 19               | 22               | 55               | 3                | 0 | 1                    | 1                    | 0                    |                      |                      |
| 2010-2011 | RiverKings du Mississippi             | LCH   | 59 | 6                | 14               | 20               | 76               | 5                | 1 | 1                    | 2                    | 2                    |                      |                      |
| 2011-2012 | Brahmas de Fort Worth                 | LCH   | 66 | 5                | 15               | 20               | 62               | 12               | 2 | 4                    | 6                    | 4                    |                      |                      |
| 2013-2014 | Blast de Brantford                    | ACH   | 22 | 3                | 3                | 6                | 18               | 10               | 0 | 0                    | 0                    | 11                   |                      |                      |
| 2014-2015 | Blast de Brantford                    | ACH   | 10 | 1                | 2                | 3                | 2                | -                | - | -                    | -                    | -                    |                      |                      |